# Carol Ann Duffy

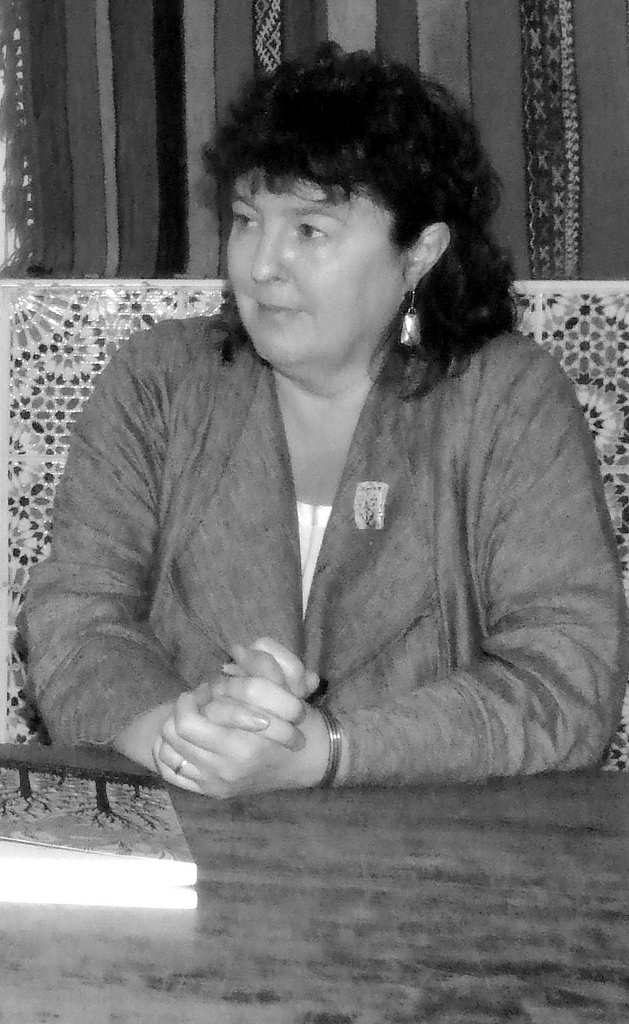
Carol Ann Duffy (2009)

Carol Ann Duffy (ur. 23 grudnia 1955 r. w Glasgow) - poetka szkockiego pochodzenia.
Urodziła się jako córka Franka Duffy’ego i Mary Black, katolików pochodzenia irlandzkiego. Razem z czterema młodszymi braćmi wychowała się w Staffordshire. W 1977 otrzymała dyplom z filozofii na Liverpool University. Autorka około 30 książek, w tym sztuk teatralnych, opowiadań i wierszy. Debiutowała zbiorem Standing Female Nude (1985). Wydała między innymi Selling Manhattan (1987), The Other Country (1990), Mean Time (1993), The World’s Wife (2000), Feminine Gospels (2002), Selected Poems (2004), Rapture  (2006), New & Collected Poetry for Children (2009), Love Poems (2010) i The Bees (2011).
1 maja 2009 roku przyznano jej tytuł nadwornego poety brytyjskiego monarchy.